# Ракитово
Ракѝтово е град в Южна България. Градът е административен център на община Ракитово, Област Пазарджик и се намира на малко повече от 11 км югоизточно от град Велинград.
По данни на ГРАО към 15 юни 2023 г. в града живеят 8676 души по настоящ адрес и 8983 души по постоянен адрес.

## География
Ракитово се намира в западната част на Родопите. Разположен е в югоизточната част на Чепинската котловина, в средната част на която се намира гр. Велинград отстоящ на 12 km.
В близост (на около 7 km югоизточно) е язовир „Батак“, където се намира и курортен комплекс "Цигов чарк". До Пловдив се стига по 87-километров път през Батак (на 15 km от Ракитово) и Пещера (на 30 km). Пазарджик е на 50 km, Стамболийски на 70 km. Отстои също на 70 km от Доспат, Хаджидимово и границата с Гърция (ГКПП „Илинден“).
Климатът е характерен с прохладно лято, мека зима и обилни снеговалежи. Топлият беломорски вятър, предимно иглолистната гора и местоположението на града го правят уникално кътче в сърцето на Родопите.

## История
Животът в землището на града се заражда около IV в. пр.н.е.
През своята дълголетна история Чепинският край е обитаван от различни племена и народи – беси, византийци, славяни, българи и власи. Районът на Ракитово и Чепинското корито е в земите на тракийското племе беси. Днес има останки от тракийска крепост-светилище в местността Пашино бърдо, която местните наричат Пешин бърдо (Първото бърдо). От там започва биосферният резерват Мантарица (мант – свещена, на прорицател; терица – земя), под егидата на ЮНЕСКО.
Южно от града са открити останки от късноантична трикорабна църква, силно повредени през XX век от строителството върху тях на нов параклис и на стадион.

## Население и религия
По статистически данни на НСИ към 7 септември 2021 г. в Ракитово живеят 6997 души.
Населението се състои основно от християни.
В града има църква, параклис и джамия, като те се поддържат от хората чрез дарения и целеви помощи. Съществува и конгрешанска църковна община, част от Съюза на евангелските съборни църкви.
Численост на населението според преброяванията през годините:
| \| Година на преброяване \| Численост \| \| --------------------- \| --------- \| \| 1934 \| 4490 \| \| 1946 \| 5029 \| \| 1956 \| 6681 \| \| 1965 \| 6795 \| \| 1975 \| 7443 \| \| 1985 \| 7962 \| \| 1992 \| 8417 \| \| 2001 \| 8473 \| \| 2011 \| 8122 \| \| 2021 \| 8651 \| |           |
| Година на преброяване | Численост |
| 1934 | 4490      |
| 1946 | 5029      |
| 1956 | 6681      |
| 1965 | 6795      |
| 1975 | 7443      |
| 1985 | 7962      |
| 1992 | 8417      |
| 2001 | 8473      |
| 2011 | 8122      |
| 2021 | 8651      |

Етническият състав през 2011 г. включва 4426 българи и 1829 роми.

## Икономика
Икономиката на града е зависима от дърво-преработвателната промишленост, която е основен работодател в района. С най-голям дял са дърводелските предприятия за профилирана дървесина, които произвеждат греди, дюшеме, ламперия и други видове продукти от профилиран и непрофилиран дървен материал. Добре са застъпени и двата вида мебелно производство-занаятчийското и серийното. Мебели от дървесина и ПДЧ се произвеждат не само за вътрешния пазар, но и за износ. В града има и предприятия за екобрикети от пресовани дървесни частици и предприятие за бутилиране на минерална вода, която със своя уникален състав лекува артритни и стомашно чревни заболявания. Ракитово развива ловен туризъм, има изградени ловни ниви и всички условия за почиващите ловци.
Хората, които не са заети в тези сектори, обикновено работят в сферите на услугите и строителството в Пазарджик и Велинград.

## Културно-исторически забележителности

### Неолитно селище
В местността Макаков мост, по поречието на Чепинската река, се намира могила, чието разкопаване е разкрило останки, датиращи от неолитa.

### Раннохристиянска трикорабна базилика „Николица“
Църквата в местността Николица, гр. Ракитово, е раннохристиянска, трикорабна, кръстокуполна базилика от ІV – VІ век, съществувала до средата на ХVІІ век, разрушена до основи след помохамеданчването на Чепинския край. Два века е забравена, но некрополът около нея се използва до ХІХ век. Върху останките ѝ е построен параклис през 1923 година.

### Часовникова кула
Часовниковата кула е архитектурен паметник, един от символите на Ракитово, изграден на северозападния склон на височината Бърдо, досами града. Кулата е от две части с каменна зидария с височина 18,60 м, стените са дебели 80 см. Дървените пояси са от осика и са поставени през метър. Формата ѝ е осмоъгълник, покривът е конусовиден, с ламарина. Часовникът има два циферблата с римски цифри. Вътрешното стълбище е подменено през 1960 г. Часовниковата кула е построена през 1872 г. с дарения на двама местни жители – Вели Хаджи Муса Ефенди и неговият син – Хафъз Хюсеин Ефенди. Строителят на кулата се казвал Малик Челеби.

### Останки от тракийско светилище при Калето
Останки от древна тракийска крепост. Тя не е възстановявана през Средновековието и е автентична. Покрай нея има запазен тракоримски път. Намира се на 1444 м в близост до м. Качаков чарк с площ 47 декара. В държавния регистър е записана под № 581 като историческо място.

### Римско селище „Ремово“
Историческо място, населявано от беси и римляни. Запазени и до днес са галерии от медни и златни рудници. С него е свързана легенда за златен стан (място за сечене на златни и сребърни монети). Има останки от римско селище, стар римски път и древен храм. На билото се намира м. Джурковица с тракийски некропол. По Ремово виреят редица ендемити, между които жълта и синя перуника, видрица, записани в Червената книга на България.

### Параклис „Св. Никола Летний“
Намира се върху бивш манастирски комплекс от 14 век. Храмът в манастира е сред най-големите 4 манастира в страната. От този тип е останала само църквата „Света София“ в град София.

### Музеи
Историческият музей е разположен в Апостоловата къща (1906 г.) и новата сграда към нея. Има три експозиции – археологическа, етнографска и историческа – с предмети и колекции, свързани с историята и бита на местното население. Тук са представени археологически находки от открито неолитно селище край Ракитово, голямо количество снимков материал и фрагменти на откритите раннохристиянски базилики в местностите Беглика и Рангела. Има добре обособен етнографски кът за живота и традициите на местното население.
В близост е „Плиоценски парк, Дорково“.

### Читалища
Читалище „Будилник“ в Ракитово е най-старият културен институт в общината. Основано е на 26 април 1898 г. по идеята на писателя и тогавашен учител в селото Иван Клинчаров (1877 – 1942).

### Други забележителности
- Планински курорт Цигов чарк.
- Пещера Лепеница – отворена за туристи от 11 септември 2010 г.
- Биосферен резерват „Мантарица“.
- Параклис „Св. Никола Летний“ 14 в.
- Стражева крепост „Пелева кула“.
- Неолитно селище от IV в. пр.н.е. в местността Могилите.
- Зона за отдих ВИА ФЕРАТА
- Пещера Властелинът – открита през 2014 година, в процес на проучване (затворена за туристи)
- Връх Голяма Сюткя, 2186 метра висок.
- Останки от светилище в местност Пашино бърдо
- Гарванов камък
- Жълтият камък

## Обществени институции
- Читалище „Будилник“
- Църква „Св. Неделя“, постр. 1861 г.
- Джамия
- Етнографски музей
- Държавно ловно стопанство „Ракитово“
- РУ на МВР – Ракитово
- РЗПБЗН Участък „Ракитово“
- ВУИ /ТВУ/ „Ангел Узунов“
- Болница, „ДКЦ 1 – Медик 2000“ ЕООД
- Филиал на Центъра за спешна медицинска помощ – Ракитово при РЦСМП – Пазарджик
- ОДЗ „Малина Тодорова“
- ОДЗ „Митко Палузов“
- СОУ „Св. Климент Охридски“
- СОУ „Христо Ботев“
- Помощно училище „Д-р Петър Берон“
- СООУ „Христо Смирненски“
- Ловна зона „КАРКАРИЯ“ – ДЛС Ракитово
- ЦРСИХУ „Св. Стилян“ – Ракитово
- Градски стадион „Васил Левски“
- ФАСП – Ракитово при АСП – Пазарджик
- Медицински център „Свети Врач“ – град Ракитово, кв. „Запад“
- Център за рехабилитация на възрастни хора
- Център за рехабилитация на деца и юноши
- Дирекция „Бюро по Труда“
- Държавна Агенция „Закрила на детето“, Отдел „Закрила на детето“ – Ракитово
- Общинска администрация – Ракитово
- Общинска служба „Земеделие“ – Ракитово

## Редовни събития
Празник-събор на град Ракитово е Еньовден – 6 – 7 юли. Най-големият летен празник в Ракитово. Свързан е с култа към слънцето и растителността и надеждата за плодородие. Неизменен атрибут на празника е яневицата (бял равнец). Тя се сплита на венци слага се по вратите за здраве. Има поверия за „Яневското слънце“, за водата в менците – важна част от еньовския обред. На 7 юли е и празникът на църквата в Ракитово – „Света Неделя“.
В началото на август на Илинден (по стар стил) се провежда международен фолклорен фестивал в с. Дорково. През 1999 г. с подкрепата и съдействието на фондация „Пътеки“ – официален представител на България в ЦИОФФ (Международен съвет на организациите на фестивали за фолклор и традиционни изкуства), фестивалът прераства в международен. Освен много групи от различни региони на страната в него вземат участие фолклорни ансамбли от Гърция, Полша, Молдова, Македония и Сърбия.
Последната събота от август – традиционен горски бал в местността Парка над Ракитово. Този празник датира от началото на века и е свързан с почитта и уважението на местното население към ракитовската гора. Провежда се и конкурс за избиране на царица на гората.

## Личности
Родени в Ракитово
- Ангел Петров (1885 – ?), български революционер от ВМОРО, четник на Пандо Сидов[8]
- Коста Биков (1944), сценарист и режисьор
- Милош Зяпков (1940 – 1990), писател
- Мария Везева (1936 – 2009), писателка, поетеса, журналистка, учителка
- Николай Ташев (1964), режисьор
- Димитър Тупаров (1933 – 1964), музикант, преподавател по музика, един от първите музиканти в града
- Ангел Узунов, педагог
- Георги Холянов (1946), композитор
- доц. д-р Васил Ташев (1924 – 1999), лекар хирург, ръководител на Клиниката по детска хирургия на ВМИ, Пловдив
- проф. д-р Асен Карталов (1933 - 2023 ), преподавател в ПУ „Паисий Хилендарски“, почетен гражданин на Ракитово от 2008 година
- свещеник Константин поп Русинов, съосновател на читалище „Будилник“
- Петър Гелин (31 май 1957 – 5 март 2018), журналист, поет, писател и краевед
- Неделя Петкова (1826 – 1894), първата учителка в Ракитово
- Васил Попатанасов (1912 – 2004), ръководи ракитовската енория от 1947 в продължение на 3 десетилетия
- проф. д-р Крум Дамянов (1937), скулптор
- доц.д-р Петър Ташев български хирург, завеждащ Детска Клиника в УМБАЛ „Св. Георги“ – Пловдив
- Иван Елкин (1931), Цигулар
- Никола Янев-Чоли (1947), Музикален педагог, композитор
- Иван Тупаров (1959), Български атлет
- Димитър Мечев (1928 – 2007), Диригент
- Катерина Тупарова (1965 - 2023), Оперетна актриса
- Тодор Вандев (1929), Диригент
- Д-р Йосиф Нунев (1960), Преподавател
- Ген. Петър Банков (1930 – 2007), Генерал от Българска Армия
- Георги Марин (1946), Български лекоатлет
- Петър Марин (1943), Български лекоатлет
- Ангел Кошеджийски (1968), Треньор
- Георги Бангиев, звукорежисьор в БНР
- Марена Балинова, оперна певица и почетен гражданин

Починали в Ракитово
- Никола Попиванов (1880 – 1918), български революционер
- Генерал Петър Банков, Българска армия

## Здраве
Благодарение на чистия въздух и специфичното си местоположение, Ракитово е подходящо място за хора, страдащи от астма и белодробни заболявания. Затова и там се намира училище-пансион за деца с такива проблеми. Училището е с дългогодишна традиция в обучението и предлага много добра база за отдих. Обучават се деца от цяла България, като непрекъснато се следи за тяхното развитие от педагози и лекарски екип. В града работи и минерална баня, чиято вода лекува артритни и стомашночревни заболявания. На територията на Ракитово работи филиал за спешна помощ, както и 12 лични лекари. Специалисти има в МБАЛ „Велинград“ и МБАЛ „Здраве“.

### Кухня
Характерна е тежката балканска кухня, обикновено основана на месни и млечни изделия. Тук се прави строго специфична за района кървава кървавица и ароматна саламурена сланина. Кухнята е обогатена от специфични подправки благодарение на голямото разнообразие от билки и растения в региона.
Поради изискванията на вероизповеданията там се приготвят свински, телешки и агнешки скари. Много разпространено е цялото печено агне в няколко варианта – във фурна, на чеверме и в трап. Също така пастърма, капама със 7 вида месо, бурания (смес от боб и зеле), боб с пастърма, качамак с дрожки (запечено тесто от царевично брашно със сланина). Характерна е т.нар. мътеница – смес от прясно и кисело мляко.
Популярно е и ястието гювеч, приготвяно от зеленчуци и месо. Глиненият съд, в който се приготвя, също се нарича „гювеч“.

## Побратимени градове
| Град       | Държава |
| ---------- | ------- |
| Светлоград | Русия   |